# Bram van Polen
Bram van Polen (Nijkerk, 11 oktober 1985) is een Nederlands voormalig profvoetballer. Hoewel hij de eerste jaren van zijn carrière in de voorhoede stond, speelde hij bij voorkeur als verdediger. Hij verruilde Vitesse in 2007 voor PEC Zwolle (toen nog genaamd FC Zwolle).

## Carrière

### Vitesse
Van Polen begon met voetballen bij amateurclub VVOG, waarna hij overstapte naar de jeugdopleiding van Vitesse. Hoewel hij er enkele keren dicht tegenaan zat, heeft de speler - toen in de rol van middenvelder - daar nooit wedstrijden voor de hoofdmacht gespeeld. 

### PEC Zwolle
In de zomer van 2007 verruilde hij SBV Vitesse voor FC Zwolle. Op 12 oktober 2007 maakte hij als invaller tegen AGOVV zijn debuut in het profvoetbal en voor PEC Zwolle. Op 22 februari 2008 maakte hij in een wedstrijd tegen MVV, destijds nog als rechtsbuiten, met een hattrick zijn eerste drie goals in het betaalde voetbal. PEC werd vierde in zijn eerste jaar, maar werd in de play-offs om promotie uitgeschakeld door De Graafschap. 
Van Polen begon zijn tweede seizoen goed met zowel een goal als een assist in de wedstrijden tegen RBC Roosendaal en SC Cambuur op 15 en 22 augustus 2008. In laatstgenoemde wedstrijd was Van Polen verantwoordelijk voor het eerste doelpunt voor PEC in haar nieuwe IJsseldeltastadion: de 1–0 tegen Cambuur na een assist van Zdenko Kaprálik.
Nadat hij op 5 september een doelpunt scoorde tegen Telstar, ontbrak hij ruim vijf maanden met een blessure. Op 27 februari 2009 was hij tegen SC Veendam opnieuw goed voor een goal en een assist, net als op de laatste speelronde tegen HFC Haarlem. PEC werd opnieuw vierde, maar wist niet te promoveren. Dit was ook in zijn derde seizoen het geval. In het seizoen 2010/11 stond PEC bijna het hele seizoen eerste en speelde Van Polen alle wedstrijden, maar eindigde het uiteindelijk als tweede, waarna het opnieuw via play-offs werd uitgeschakeld.
In het seizoen 2011/12 werd PEC alsnog kampioen en promoveerde het naar de Eredivisie. Hij maakte op 11 augustus 2012 tegen Roda JC Kerkrade zijn debuut in de Eredivisie. Halverwege het seizoen werd hij door het vertrek van Joey van den Berg de nieuwe aanvoerder van PEC Zwolle. In zijn eerste seizoen werd PEC knap elfde en bereikte het de finale van de KNVB beker, waarin het werd uitgeschakeld door PSV. Op 20 oktober 2013 scoorde hij tegen ADO Den Haag (6–1 overwinning) zijn eerste Eredivisiedoelpunt. Dat jaar bereikte PEC voor het derde keer in de historie en voor het eerst in 37 jaar de finale van de KNVB beker. In de finale werd Ajax met 5–1 verslagen; zelf gaf Van Polen de assist op de 4-1 van Guyon Fernandez en scoorde hij de 5–1. 
Van Polen heeft ook de Johan Cruijff Schaal op zijn palmares staan. Aan het begin van het seizoen 2014/15 won hij met PEC Zwolle met 1–0 van Ajax, door een doelpunt van Stef Nijland. In augustus 2014 speelde Van Polen twee wedstrijden voor UEFA Europa League-kwalificatie, waarin Sparta Praag te sterk was. Dat seizoen bereikte Van Polen met PEC opnieuw de finale van de beker, waarin FC Groningen met 0–2 te sterk was.
Op 16 januari 2016 scoorde Van Polen als linksback twee keer tegen Sc Heerenveen. Van Polen speelde op 1 februari 2020 zijn 206e eredivisiewedstrijd voor PEC Zwolle tegen FC Groningen. Hiermee werd hij recordhouder van PEC Zwolle, geen enkele andere speler speelde meer wedstrijden in de eredivisie voor de Blauwvingers dan hij.
In het seizoen 2021/22 degradeerde Van Polen met PEC na tien seizoenen op het hoogste niveau terug naar de Eerste divisie, maar binnen een jaar was promotie al bewerkstelligd. Op 3 april 2024 speelde Van Polen zijn 500'ste wedstrijd voor PEC Zwolle.

## Clubstatistieken
| Seizoen         | Club            | Competitie      | Competitie | Competitie | Beker | Beker | Internationaal | Internationaal | Overig | Overig | Totaal | Totaal |
| Seizoen         | Club            | Competitie      | Wed.       | Dlp.       | Wed.  | Dlp.  | Wed.           | Dlp.           | Wed.   | Dlp.   | Wed.   | Dlp.   |
| --------------- | --------------- | --------------- | ---------- | ---------- | ----- | ----- | -------------- | -------------- | ------ | ------ | ------ | ------ |
| 2006/07         | Vitesse         | Eredivisie      | 0          | 0          | 0     | 0     | –              | –              | 0      | 0      | 0      | 0      |
| 2007/08         | FC Zwolle       | Eerste divisie  | 22         | 3          | 3     | 0     | –              | –              | 3      | 1      | 28     | 4      |
| 2008/09         | FC Zwolle       | Eerste divisie  | 17         | 5          | 0     | 0     | –              | –              | 3      | 0      | 20     | 5      |
| 2009/10         | FC Zwolle       | Eerste divisie  | 24         | 0          | 1     | 1     | –              | –              | 1      | 0      | 26     | 1      |
| 2010/11         | FC Zwolle       | Eerste divisie  | 34         | 3          | 2     | 0     | –              | –              | 4      | 0      | 40     | 3      |
| 2011/12         | FC Zwolle       | Eerste divisie  | 24         | 1          | 2     | 0     | –              | –              | 0      | 0      | 26     | 1      |
| 2012/13         | PEC Zwolle      | Eredivisie      | 33         | 0          | 5     | 0     | –              | –              | 0      | 0      | 38     | 0      |
| 2013/14         | PEC Zwolle      | Eredivisie      | 27         | 1          | 5     | 1     | –              | –              | 0      | 0      | 32     | 2      |
| 2014/15         | PEC Zwolle      | Eredivisie      | 32         | 1          | 6     | 0     | 2              | 0              | 3      | 0      | 43     | 1      |
| 2015/16         | PEC Zwolle      | Eredivisie      | 29         | 3          | 1     | 0     | –              | –              | 2      | 0      | 32     | 3      |
| 2016/17         | PEC Zwolle      | Eredivisie      | 31         | 2          | 3     | 1     | –              | –              | 0      | 0      | 34     | 3      |
| 2017/18         | PEC Zwolle      | Eredivisie      | 29         | 3          | 3     | 0     | –              | –              | 0      | 0      | 32     | 3      |
| 2018/19         | PEC Zwolle      | Eredivisie      | 22         | 2          | 2     | 0     | –              | –              | 0      | 0      | 24     | 2      |
| 2019/20         | PEC Zwolle      | Eredivisie      | 8          | 0          | 0     | 0     | –              | –              | 0      | 0      | 8      | 0      |
| 2020/21         | PEC Zwolle      | Eredivisie      | 25         | 4          | 1     | 0     | –              | –              | 0      | 0      | 26     | 4      |
| 2021/22         | PEC Zwolle      | Eredivisie      | 30         | 5          | 3     | 0     | –              | –              | 0      | 0      | 33     | 5      |
| 2022/23         | PEC Zwolle      | Eerste divisie  | 36         | 1          | 2     | 0     | –              | –              | 0      | 0      | 38     | 1      |
| 2023/24         | PEC Zwolle      | Eredivisie      | 31         | 0          | 1     | 0     | –              | –              | 0      | 0      | 32     | 0      |
| Carrière totaal | Carrière totaal | Carrière totaal | 454        | 34         | 40    | 3     | 2              | 0              | 16     | 1      | 512    | 38     |

## Erelijst
| Competitie           |            |            |
| Competitie           | Aantal     | Jaren      |
| PEC Zwolle           | PEC Zwolle | PEC Zwolle |
| -------------------- | ---------- | ---------- |
| Nationaal            |            |            |
| Eerste divisie       | 1x         | 2011/12    |
| KNVB beker           | 1x         | 2013/14    |
| Johan Cruijff Schaal | 1x         | 2014       |